# Kleinstadtmädel
Kleinstadtmädel (Originaltitel: Small Town Girl) ist eine US-amerikanische Filmkomödie aus dem Jahr 1936. Unter der Regie von William A. Wellman sind Janet Gaynor und Robert Taylor in den Hauptrollen zu sehen. Als literarische Vorlage diente der gleichnamige Roman von Ben Ames Williams.

## Handlung
Kay Brannan hat das langweilige Kleinstadtleben in Carvel satt. Sie kann den immer gleichen Alltag mit ihrer Familie nicht mehr ertragen. Auch von ihrem langweiligen Verehrer Elmer fühlt sie sich genervt, als unzählige Footballfans im Ort eintreffen, weil sie auf dem Weg zu einem Footballspiel zwischen Yale und Harvard eine Umleitung fahren müssen. Am Abend wird sie fast von einem Auto angefahren. Im Wagen sitzt Robert Dakin, ein Gehirnchirurg aus Boston. Er fragt sie nach dem Weg zu einer Gaststätte und nimmt sie kurzerhand mit, um mit ihr zu feiern. Betrunken will er anschließend mit ihr nach Boston fahren. Unterwegs machen sie Halt und er schlägt vor, zu heiraten. Kay zögert zunächst und willigt schließlich ein, bietet ihr doch eine Heirat mit Robert die Möglichkeit, endlich aus Carvel herauszukommen. Am nächsten Morgen erkennt der wieder nüchtern gewordene Robert seinen Fehler und schlägt eine Annullierung der Ehe vor. Gemeinsam fahren sie zu seinem Elternhaus in Boston. Roberts Eltern sind von Kay durchaus angetan. Da jedoch Robert eigentlich mit der wohlhabenden Priscilla Hyde verlobt war, fürchten sie einen Skandal, der Robert die Karriere kosten könnte. Robert schlägt daher vor, dass er und Kay sechs Monate zusammenbleiben und dann still und heimlich die Scheidung einreichen. Kay lässt sich darauf notgedrungen ein. 
Die Flitterwochen verbringen sie auf der Familienyacht. Dem Personal gegenüber versuchen sie vorzuspielen, ein glücklich verliebtes Paar zu sein, was ihnen zunächst eher schwerfällt. Während ihrer Reise legen sie einen Zwischenstopp ein und begeben sich an Land. Eine junge Ziege hat sich dort in einem Drahtzaun verfangen. Robert und Kay eilen dem Tier zu Hilfe. Robert verarztet es und Kay steht ihm dabei hilfreich zur Seite. Zurück in Boston entwickelt Kay zunehmend Gefühle für Robert. Auch er beginnt sie zu mögen, doch fühlt er sich auch Priscilla verpflichtet, als diese nach einer Europareise zurückkehrt, und er beginnt sich heimlich mit Priscilla zu treffen. 
Eines Abends erhält Kay einen Anruf aus dem Krankenhaus. Jimmy, ein junger Patient, der Robert ans Herz gewachsen ist, müsse umgehend operiert werden. Robert solle daher unverzüglich ins Krankenhaus. Kay ruft sofort bei Priscilla an und bittet sie Robert Bescheid zu geben. Priscilla jedoch weigert sich und meint, Kay solle einfach eine Ausrede für Robert erfinden. Kay fährt daraufhin zu Priscilla und erzählt Robert persönlich von dem Notfall. Robert, der zuvor etwas getrunken hatte, eilt ins Krankenhaus, fühlt sich am Operationstisch jedoch nicht in der Lage, die Operation durchführen zu können. Ein anderer aufstrebender Chirurg springt schließlich für ihn ein. Zu Hause fühlt sich Robert elend. Er habe auf ganzer Linie versagt. Kay versucht ihn aufzumuntern und ihm ihre Gefühle zu gestehen, doch ein Anruf von Priscilla kommt ihr dazwischen und sie verlässt traurig das Haus. Sie sucht Roberts Vater auf und teilt ihm mit, dass sie Robert verlassen und in ihre Heimatstadt zurückkehren werde. Kurz darauf wird in der Zeitung verkündet, dass sich Kay und Robert getrennt haben und die Scheidung bevorsteht. Im Kreis ihrer Familie lebt Kay wie früher. Eines Abends trifft sie Elmer an, der immer noch auf eine gemeinsame Zukunft mit ihr hofft. Robert kommt jedoch mit seinem Wagen vorbei und gibt Kay zu verstehen, dass er sich nicht von ihr scheiden lassen will. Kay steigt zu ihm in den Wagen und fährt mit ihm glücklich davon.

## Hintergrund
Eigentlich sollte Jean Harlow die weibliche Hauptrolle übernehmen. Robert Montgomery wiederum sollte Robert Taylors Rolle ursprünglich spielen. Nachdem Harlow aus dem Projekt ausgestiegen war, sah man Maureen O’Sullivan für die Rolle der Kay Brennan vor. Dann jedoch entschied sich MGM für Janet Gaynor, die sich zunächst für die Rolle ungeeignet hielt und von 20th Century Fox ausgeliehen werden musste. Als Regisseur war ursprünglich Jack Conway im Gespräch, letztlich übernahm jedoch William A. Wellman die Regie. Die Dreharbeiten erstreckten sich vom 26. Dezember 1935 bis 23. März 1936. Im Februar 1936 musste Wellman aufgrund einer schweren Grippe seine Arbeit an Kleinstadtmädel für zwei Wochen einstellen. Robert Z. Leonard sprang für ihn in dieser Zeit kurzfristig ein. Während Wellmans Abwesenheit beauftragte der Produzent Hunt Stromberg das Autorenpaar Frances Goodrich und Albert Hackett, ein alternatives Ende für das Drehbuch von John Lee Mahin und Edith Fitzgerald zu schreiben.
Kleinstadtmädel startete am 10. April 1936 in den US-amerikanischen Kinos. Die deutsche Erstaufführung erfolgte am 25. Mai 1937 im Berliner Marmorhaus. Im Jahr 1952 drehte MGM einen Film unter dem gleichen Originaltitel, der 1953 veröffentlicht wurde und bisweilen als Remake betrachtet wird, jedoch nur ansatzweise Gemeinsamkeiten mit Wellmans Film von 1936 aufweist. Letzterer wurde für seine US-amerikanische Fernsehpremiere in One Horse Town umbenannt.
Ben Ames Williams literarische Vorlage wurde 1935 erstmals in der Saturday Evening Post mit Illustrationen von James Montgomery Flagg veröffentlicht. Eine dieser Illustrationen wurde im Vorspann des Films als Hintergrundbild verwendet.

## Kinoauswertung
Die Produktionskosten betrugen 760.000 US-Dollar, von denen 115.000 US-Dollar auf die Gage von Janet Gaynor entfielen. An der Kinokasse erwies sich der Film als sehr populär mit einem Einspielergebnis von 1.108.000 US-Dollar in den USA und Kanada, zu denen weitere 497.000 US-Dollar von den Auslandsmärkten kamen. Bei einem kumulierten Ergebnis von 1.605.000 US-Dollar konnte das Studio am Ende einen Gewinn in Höhe von 274.000 US-Dollar realisieren.

## Kritiken
Frank S. Nugent von der New York Times befand, dass „Ben Ames Williams gefälliger Roman Small Town Girl ebenso gefällig auf die Leinwand“ gebracht worden sei und über „gefällige Schauspieler“ verfüge, aber wahrscheinlich als „eine weitere dieser pläsierlichen, wenn auch sehr romantischen MGM-Produktionen“ abgetan werde. Der Anfang sei vielversprechend, dann jedoch drifte die Handlung in Klischees ab. Nugent gestand dem Film jedoch auch einen „liebenswürdigen Zauber und Momente von warmherziger Komik“ zu. Zumal die Besetzung nicht an den Unzulänglichkeiten schuld sei: Robert Taylor und Janet Gaynor geben seiner Meinung nach „ein schönes Paar“ ab.
Variety attestierte dem Film „nette Comedy-Sequenzen und eine ausgewogene Besetzung“. Der Stoff sei zwar „altbekannt und vorhersehbar“, dennoch gelinge dem Film mit „Tempo und Menschlichkeit“ eine „geschickte Mischung aus Sentimentalität und Spaß“. Was die Schauspieler betrifft, bewertete Variety Janet Gaynors Auftritt als „auffallend souverän“. Robert Taylor sehe so aus, „wie die Damen es gern haben“, und spiele so, „dass sich die Männer nicht daran stören“.

## Deutsche Fassung
Die deutsche Synchronfassung entstand 1937 im MGM Synchronisations-Atelier in Berlin.
| Rolle                   | Darsteller    | Synchronsprecher |
| ----------------------- | ------------- | ---------------- |
| Katherine „Kay“ Brannan | Janet Gaynor  | Ellen Schwanneke |
| Dr. Robert „Bob“ Dakin  | Robert Taylor | Heinz von Cleve  |
| Dr. Dakin               | Lewis Stone   | C. W. Burg       |